# Leptolalax melicus
Leptolalax melicus  — вид жаб родини азійські часничниці (Megophryidae).

## Поширення
Цей вид є ендеміком Камбоджі, де він відомий тільки у типовій місцевості, Національний парк Вірачей у провінції Ратанакірі; хоча його ареал може охоплювати Лаос і В'єтнам. Leptolalax melicus був виявлений поблизу гірських струмків у вічнозелених лісах між 650–850 м (2,130-2,790 футів) над рівнем моря.

## Опис
Leptolalax melicus є дрібним видом: сім дорослих самців були, що були записані, сягали 20-23 мм (0.79-0.91 дюйма) завдовжки. Цей вид морфологічно схожий на Leptolalax applebyi. Звук, що видає самець  Leptolalax melicus є унікальним. Він складається з одного довгого звуку, що містить 8-50 імпульсів з подальшим 3-11 скреготаннями з одним імпульсом.